# Eulophia ecristata
Eulophia ecristata är en orkidéart som först beskrevs av Merritt Lyndon Fernald, och fick sitt nu gällande namn av Oakes Ames. Eulophia ecristata ingår i släktet Eulophia och familjen orkidéer. Inga underarter finns listade i Catalogue of Life.